# Du som gick före oss
Du som gick före oss är en nattvards- och bönepsalm av Olov Hartman från 1968. Kristus tilltalas i psalmen som "vårt hjärtas fred" och "livets bröd", vilket också alluderas på i sista strofens bön: "sänd oss med fred och bröd, Herre, i världen". Texten bygger på evangelierna av apostlarna Markus 10:32, Lukas 22:44 och tredje versen på Johannes 6:34-35
Tolvtonsmelodi (3/4) av Sven-Erik Bäck år från 1959. 

## Publicerad som
- Nr 841 i Herren Lever 1977 under rubriken "Nattvarden".
- Nr 74 i den ekumeniska delen av den svenska psalmboken (dvs psalm 1-325 i Den svenska psalmboken 1986, Cecilia 1986, Psalmer och Sånger 1987, Segertoner 1988 och Frälsningsarméns sångbok 1990) under rubriken "Nattvarden".
- Nr 430 i den finlandssvenska psalmboken 1986 under rubriken kallelse och efterföjd